# Collodi (Pescia)
Collodi è una frazione del comune italiano di Pescia, in provincia di Pistoia, in Toscana.
Borgo medievale documentato fin dal XII secolo, è legato al nome di Carlo Lorenzini, autore di Pinocchio. Lo scrittore fiorentino, la cui madre era originaria del paese, vi trascorse parte dell'infanzia e ne assunse il nome, firmandosi Carlo Collodi.
La frazione conserva un'antica rocca e l'aristocratica Villa Garzoni con ampio giardino, e fonda la propria economia sul turismo anche grazie al parco dedicato a Pinocchio. Per la sua qualità turistico-ambientale è Bandiera arancione del Touring Club Italiano.

## Storia
La storia di Collodi è strettamente legata al nome della famiglia Garzoni, le cui vicende si inseriscono nella controversia tra Guelfi e Ghibellini.
La famiglia Garzoni apparteneva ai Ghibellini ed ebbe come storica rivale la città di Firenze, notoriamente Guelfa.
Durante tutto il XIV secolo Collodi partecipò alle battaglie di Montecatini (1315), di Altopascio (1325), al fallito tentativo di riprendere Pescia, e alle vicende della guerra fra Pisa e Firenze.
I Garzoni furono costretti ad emigrare a Lucca ma conservarono comunque i possedimenti a Collodi, a San Martino e a Sesto.
È stata frazione di Villa Basilica fino al 1º agosto 1884 quando, su istanza degli abitanti, fu aggregata al comune di Pescia.

## Geografia
La posizione dell'antico borgo, la cui esistenza è attestata a partire dal XII secolo, dipende dalle esigenze difensive, infatti la popolazione fu costretta a salire sulla collina per evitare gli attacchi provenienti dai nemici situati nelle vicinanze.
Il borgo, dalla morfologia particolare, presenta case piccole ed arrampicate sul pendio di un colle scosceso, disposte sui lati di due triangoli, alla base dei quali si trovano l'antica Rocca e la Villa Garzoni, che sorge sulle rovine dell’antico Castello medievale.
Le vie in mezzo alle case sono lastricate da pietre che mantengono il loro aspetto medievale.
Passeggiando per il borgo è possibile ancora osservare i resti delle strutture fortificate come alcune porte, all’estremità la Rocca con un ampio recinto ed alcune torri, di cui una trasformata in campanile.
Sulla sommità dell'antico borgo è possibile scorgere la Pieve di San Bartolomeo.

## Monumenti e luoghi d'interesse
- Chiesa di San Bartolomeo
- Parco di Pinocchio
- Osteria del Gambero Rosso
- Villa Garzoni
- Cappella Scaglietti-Arcangeli

## Infrastrutture e trasporti
Collodi è collegato a Lucca mediante autocorse CTT Nord che transitano sulla ex strada statale 435 Lucchese.
Fino al 1957 la località era attraversata dalla tranvia Lucca-Monsummano, che svolgeva servizio passeggeri e merci.